# Gaulois (cuirassé)
Pour les articles homonymes, voir Gaulois.
Le Gaulois est un cuirassé d'escadre de la classe Charlemagne de la marine française en service au début du XXe siècle. Dessiné par Jules Thibaudier, directeur des Constructions navales de l'Arsenal de Brest, il est le sister-ship des cuirassés Saint-Louis et Charlemagne. Il est le dernier de sa classe à avoir été construit, après le Charlemagne et le Saint-Louis. Il fait partie des cuirassés de type Pré-Dreadnought.

## Historique
Le bâtiment est apte au service fin 1899. Après avoir rejoint l'escadre de la Méditerranée en 1900, il est affecté à la 3e escadre à Brest en 1912, puis revient sur Toulon dans la division de complément de la 2e escadre. Puis il est transféré à la Division des Écoles en 1914, avant de retrouver une division active à l'aube de la Première Guerre mondiale. Il effectue alors des missions d'escorte de convois avant de participer, comme ses sister-ships à la bataille des Dardanelles, avec le bombardement des côtes de l'Empire ottoman. C'est au cours de la grande tentative franco-anglaise du 18 mars 1915 de forcer les Détroits qu'il est gravement endommagé. Subissant un feu nourri de l'artillerie côtière, il est gravement touché sur la ligne de flottaison et s'enfonce par l'avant. Sortant du champ de bataille, il est contraint d'aller s'échouer près de Drepano, sur l’île aux lapins, afin de ne pas sombrer.
Renfloué, il reprend la mer pour Toulon afin d'y être réparé. Il est ensuite affecté à la 4e escadre qui devient par la suite la division d'Orient. Il sera en travaux de réparation pendant la deuxième moitié de l'année 1916, et reprend la mer en toute fin d'année pour Salonique. Malheureusement, un sous-marin allemand, le UB-47 (commandé par Wolfgang Steinbauer) se trouve sur son chemin et le torpille le 27 décembre 1916, en mer Égée à 30 nautiques de l'île de Cerigo. L'équipage évacue le navire et moins d'une demi-heure après le coup fatal, le navire sombre. Le naufrage aura fait seulement quatre victimes parmi les marins français ; trois tués par l'explosion de la torpille et un noyé durant l'évacuation.
La position approximative de l'épave serait la suivante : 36° 30′ N, 23° 45′ E.

## Armement et blindage
- 2 tourelles de 2 canons 305/40 modèle 1893, à l'avant et à l'arrière
- 10 canons de 138/45 modèle 1893 en casemate, dont 8 en réduit et 2 sur le pont
- 8 canons de 100 en casemate
- 20 canons de 47 modèle 1885
- 2 tubes lance-torpilles aérien de 450 (supprimés en 1906)
- 2 tubes lance-torpilles sous-marin

Le blindage est réalisé en acier renforcé selon la méthode Harvey (en).
- Ceinture : 370 mm, idem pour les magasins de munitions[4]
- Pont : supérieur 80 mm, inférieur : 40 mm, idem pour les magasins
- Passerelle : 330 mm
- Tourelles principales : face 380 mm, barbette 205 mm
- Casemates : face 75 mm

## Commandants
Ci-dessous les différents commandants du navire, avec leur année de nomination à ce poste.
- 1898 : capitaine de vaisseau Eugène Gadaud
- 1900 : capitaine de vaisseau Félix Salaün de Kertanguy
- 1902 : capitaine de vaisseau Jules de Surgy
- 1903 : capitaine de vaisseau Pierre Le Bris
- 1905 : capitaine de vaisseau Marie de la Croix de Castries
- 1907 : capitaine de vaisseau Bertrand Sourrieu
- 1909 : capitaine de vaisseau Michel Morin
- 1911 : capitaine de vaisseau Étienne Aubry
- 1912 : capitaine de vaisseau André-Casimir Biard
- 1915 : capitaine de vaisseau Morache

## Galerie: leGauloispendant la Première Guerre mondiale

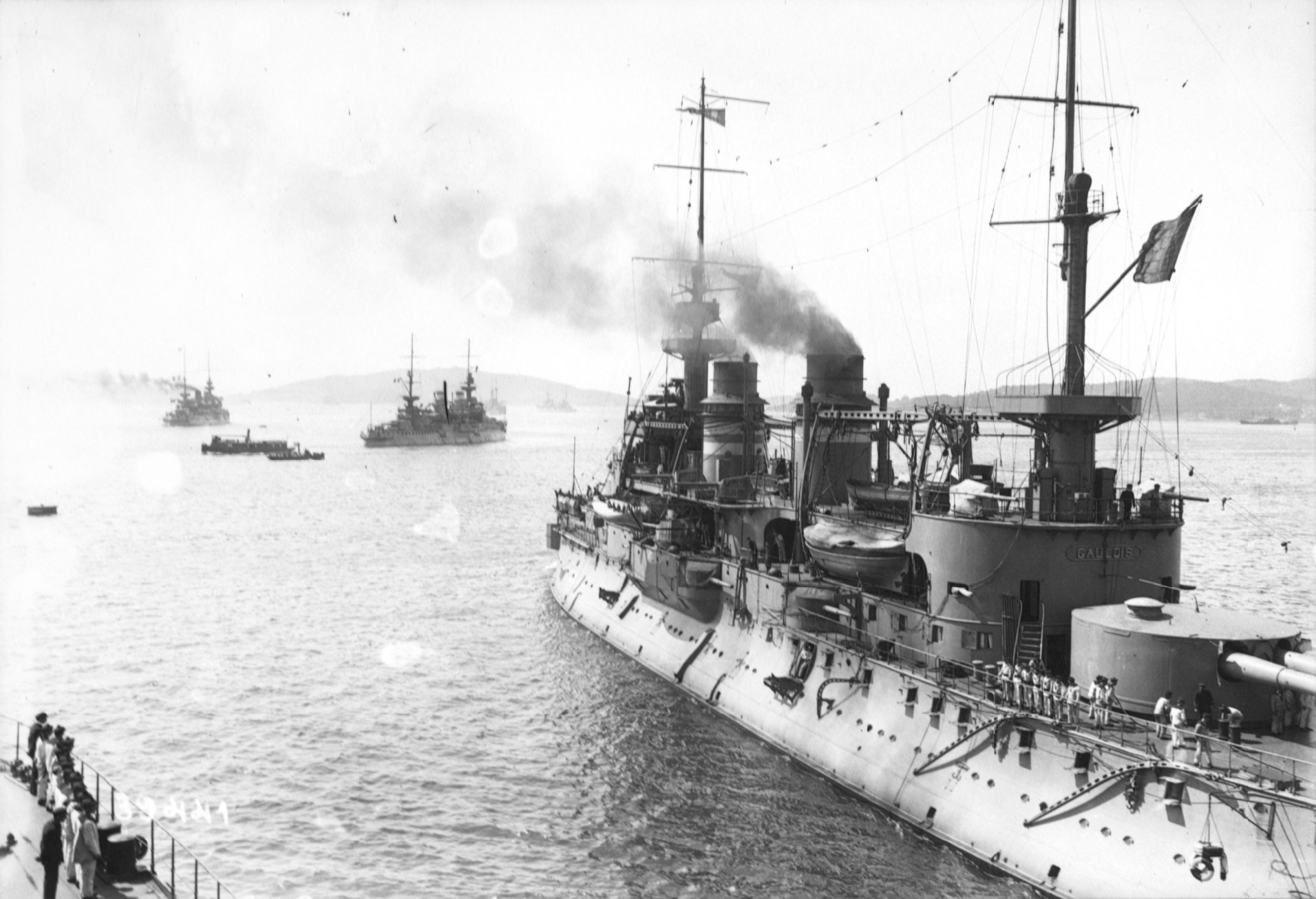
Le Gaulois à Toulon en 1914 peu avant le déclenchement du conflit. C’est déjà un bâtiment obsolète, déclassé par les types dreadnought.
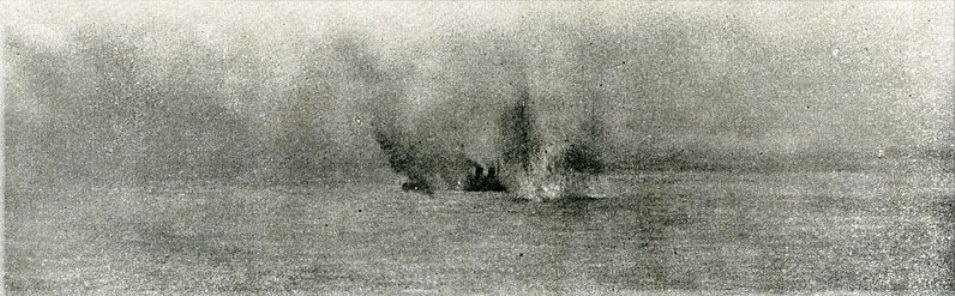
Le Gaulois sous le feu des canons turcs. Le cuirassé est engagé au début de 1915 dans la tentative alliée de forcer les Dardanelles.
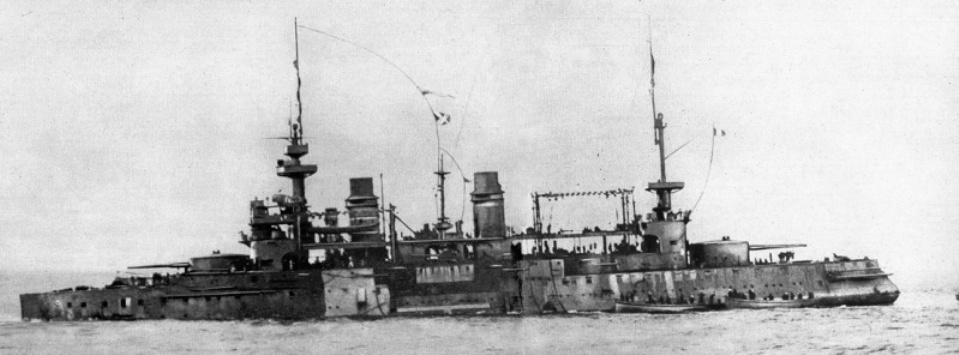
Sévèrement touché sur la ligne de flottaison lors du combat du 18 mars 1915, le cuirassé s’extrait très difficilement du champ de bataille.
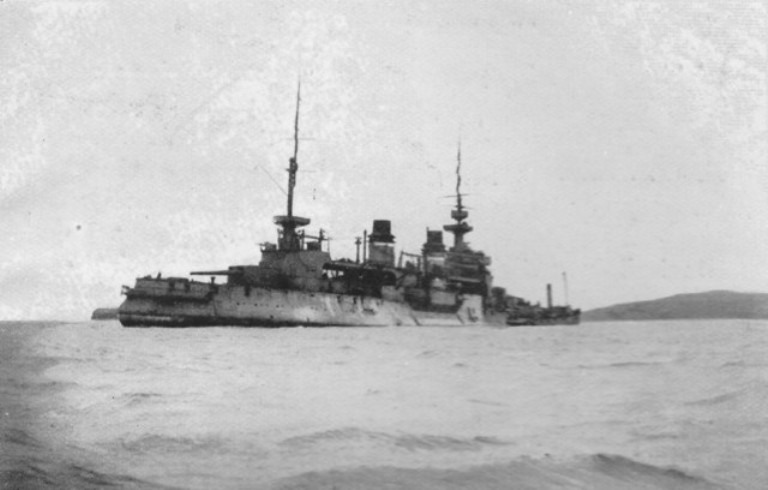
Pour éviter de couler, le bâtiment, qui s’enfonce sur l’avant, s’échoue quelques jours sur l’île de Drepano avant d'être renfloué.
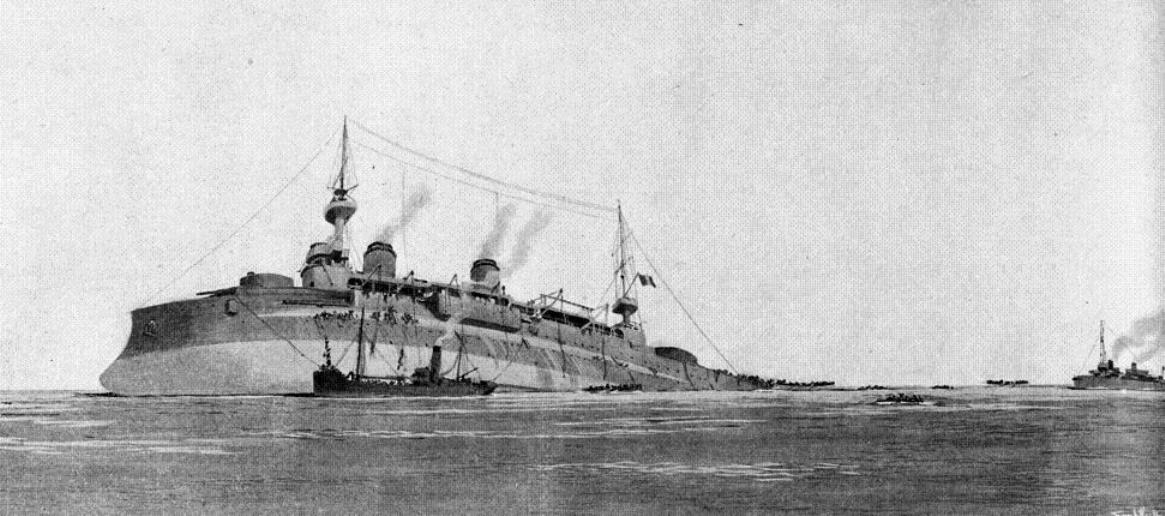
Réparé après la bataille des Dardanelles, le cuirassé est torpillé le 27 décembre 1916 en mer Egée par un U-Boot.
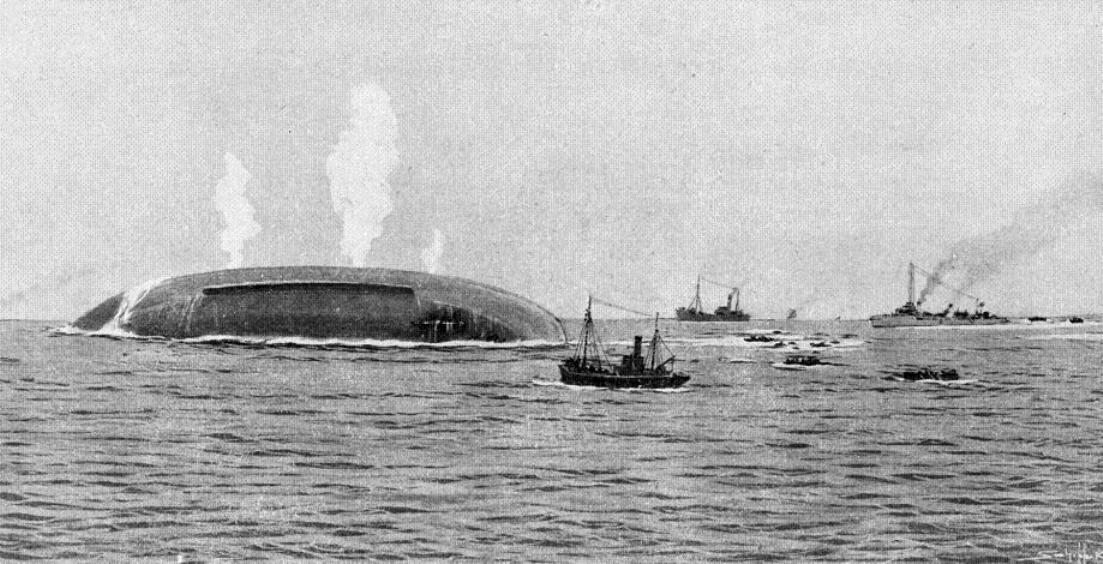
Le cuirassé chavire et sombre peu après son torpillage. L’équipage est cependant presque entièrement sauvé.